# Baureihe 70
Baureihe 70 – niemiecka lokomotywa parowa produkowana w latach 1909–1916. Zostały wyprodukowane w liczbie 97 sztuk. Były używane do prowadzenia pociągów osobowych.